# 外地僱員身份認別證
外地僱員身份認別證（葡萄牙語：Título de Identificação de Trabalhador Não Residente, TITNR），俗稱藍卡，是澳門治安警察局向澳門具有效「聘用許可」之僱主所聘用的非澳門居民簽發的身份證明文件。前身是非本地勞工身份咭。
外地僱員身份認別證與澳門居民身份證大小相若，證上印有姓名、性別代號、出生日期、僱主名稱、職務、簽發日期及有效日期二維碼，終身制的證件編號，證件編號下有持證人黑白照片，背頁有光學閱讀條碼和「持證人不具有澳門特別行政區居民身份」的聲明。 外地僱員身份認別證相較非本地勞工身份咭獲提升為澳門法定身份證明文件及出入境證件，可辦理使用自助過關通道。